# Weronika Rosati
Weronika Anna Rosati (pronunție în poloneză [vɛrɔˈɲika ˈrɔsatʲi]; n. 9 ianuarie 1984, Varșovia, Polonia) este o actriță poloneză, și membră a Academiei Europene de Film. A fost într-o relație cu Jacek Graniecki⁠(en)[traduceți] din 2007.

## Filmografie
- Max & Me (2016) - Mrs. Karpinski (voice)
- Music, War and Love (2016) - Mrs. Huber
- The Detour (2016) -  Oksana (2 episoade, 2015)
- USS Indianapolis: Men of Courage (2016) - Louise
- Five O'Clock Comes Early (2015) - Nicole
- Strazacy (2015) -  Kamila Milek (7 episoade, 2015)
- Foreign Body (2014) - Mira Tkacz
- True Detective / Detectivii din California (2014) -  Agnes (2 episoade, 2015)
- Battle of the Year: The Dream Team / Bătălia anului (2013) - Jolene
- Last Vegas / Burlaci întârziați (2013) - Veronica
- Stand Up Guys / Trei tipi duri (2013) - Irena
- Bullet to the Head / Glonț în cap (2012) - Lola
- Manhunt / Vânătoarea (2012) - Pestka
- The Iceman (2012) - Livi
- Criminal Empire for Dummy's (2011) - Hispanic Girl
- In Darkness / În beznă (2011)
- Luck / Norocul (2011) - Naomi
- The Burma Conspiracy / Conspirația din Birmania (2011) - Anna
- Wojna zensko-meska / (2011) - Suka

## Legături externe
- Weronika Rosati la Internet Movie Database

1. ↑  „Weronika Rosati”, Internet Movie Database, accesat în 11 ianuarie 2016